# پیتر اندرسون (بازیکن فوتبال، زاده ۱۹۳۲)
پیتر اندرسون (انگلیسی: Peter Anderson; ۱۱ سپتامبر ۱۹۳۲ – ۲ آوریل ۲۰۰۹) بازیکن فوتبال اهل بریتانیا بود.
از باشگاه‌هایی که در آن بازی کرده‌است می‌توان به باشگاه فوتبال بیدفورد، باشگاه فوتبال تورکی یونایتد، و باشگاه فوتبال پلیموث آرگیل اشاره کرد.